# Comedy Cluj
Comedy Cluj este un festival internațional anual de film de comedie care a are loc la Cluj in luna octombrie.

## Prezentare
Prima ediție a festivalului, derulată în 2009, a cuprins 70 de filme din 19 țări.
Festivalul conține mai multe secțiuni. În afara secțiunilor au loc și alte evenimente: ateliere (de creație și de restaurare de film), lectură de epigrame, conferințe și party-uri.

### Secțiuni
- Competiție: 12 comedii recente
- Comedii Comedy: un amalgam de 18 comedii din toate timpurile și din toate colțurile lumii
- Focus pe trei cinematografii naționale
- Focus pe un regizor
- Focus pe un actor

### Premii
- Ediția 2009:
  - Trofeul Comedy: Noi, cei vii de Roy Andersson
  - Cea mai bună regie: Boris Khlebnikiv pentru filmul Svobodnoe plavanie
  - Cel mai bun scenariu: Andrej Slabakoff pentru scenariul filmului Hindemidth
  - Cea mai buna actriță: Judit Schell pentru rolul din Csak szex és más semmi șet Yolande Moreau pentru rolul din Louise-Michel
  - Cel mai bun actor: Javier Cámara pentru rolul din Fuera de carta
  - Mențiunea specială a juriului: David & Layla de Jalal Jonroy
  - Premiul publicului : Valami Amerika de Gabor Herendi
  - Cel mai bun scurt metraj: Vacsora de Karchi Perlmann
  - Mențiunea specială a juriului pentru scurt metraj: Vostok de Jan Andersen